# Takuya Nakase
Takuya Nakase (中瀬卓也, Nakase Takuya) (né le 19 novembre 1982 à Ōtsu) est un gymnaste artistique japonais.

## Biographie
Takuya Nakase remporte aux Jeux olympiques d'été de 2008 à Pékin la médaille d'argent du concours général par équipe.
Cinquième de l'épreuve de barre fixe, il participe aussi au concours général individuel, au concours du cheval d'arçons, des anneaux, des barres parallèles et du sol, sans dépasser le stade des qualifications.

## Palmarès

### Jeux olympiques
- Pékin 2008
  -  médaille d'argent au concours général par équipes.

### Championnats du monde
- Stuttgart 2007
  -  médaille d'argent au concours général par équipes.